# کانی‌اسپان
کانی‌اسپان، روستایی در دهستان ملکاری شرقی بخش زاب شهرستان میرآباد در استان آذربایجان غربی ایران است.

## جمعیت
بر پایه سرشماری عمومی نفوس و مسکن در سال ۱۳۹۵، جمعیت این روستا برابر با ۲۱ نفر (۵ خانوار) بوده‌است.